# Heeresgruppe Mitte
Heeresgruppe Mitte ('Legergroep Midden') was een legergroep van het Duitse Duitse leger tijdens de Tweede Wereldoorlog. Deze Heeresgruppe werd twee keer opgericht.

## Geschiedenis

### 22 juni 1941 - 25 januari 1945
Bij de start van Operatie Barbarossa werd Heeresgruppe B hernoemd in Heeresgruppe Mitte. Zij was qua omvang en gevechtskracht de sterkste van de drie Heeresgruppen die deelnamen aan deze operatie. 
Tijdens de harde strijd in Oost-Pruisen werd Heeresgruppe Mitte op 25 januari 1945 hernoemd in Heeresgruppe Nord.

### 25 januari 1945 - 8 mei 1945
Na de doorbraak van het Sovjetleger bij de rivier Weichsel werd Heeresgruppe A hernoemd in Heeresgruppe Mitte. Het laatste hoofdkwartier van de Heeresgruppe was van 28 maart tot de capitulatie van Duitse troepen in Bad Welchow. 

## Commando[1]
| Rang                 | Naam                 | Begin            | Eind             | Opmerking |
| -------------------- | -------------------- | ---------------- | ---------------- | --- |
| Generalfeldmarschall | Fedor von Bock       | 1 april 1941     | 19 december 1941 | Ontheven van commando, en in het Führerreserve (OKH) geplaatst, officieel vanwege gezondheidsproblemen maar waarschijnlijk omdat Moskou niet kon ingenomen worden.                                                                                           |
| Generalfeldmarschall | Günther von Kluge    | 19 december 1941 | 12 oktober 1943  | Gewond geraakt, en (tijdelijk) niet in staat om het commando te voeren. |
| Generalfeldmarschall | Ernst Busch          | 12 oktober 1943  | 28 juni 1944     | Ontheven van commando, nadat de Russen door de Duitse linies braken tijdens Operatie Bagration. |
| Generalfeldmarschall | Walter Model         | 28 juni 1944     | 17 augustus 1944 | Overgeplaatst naar het Westen, na de zelfmoord van Von Kluge. |
| Generaloberst        | Georg-Hans Reinhardt | 17 augustus 1944 | 25 januari 1945  | Ontheven van commando, waarschijnlijk omdat de Russische opmars door Pruisen niet gestopt kon worden. Op dezelfde dag werd Heeresgruppe Mitte omgedoopt tot Heesgruppe Nord. Heeresgruppe A onder leiding van Schörner werd omgedoopt tot Heeresgrupe Mitte. |
| Generalfeldmarschall | Ferdinand Schörner   | 25 januari 1945  | 8 mei 1945       | Na de Duitse capitulatie deserteerde hij en vluchtte hij naar Oostenrijk. Hij werd op 18 mei door Amerikaanse troepen ontdekt. |

## Eenheden
| Periode        | Eenheden                                                                     |
| Juni 1941      | 9. Armee, 4. Armee                                                           |
| Juli 1941      | Panzergruppe 3, 9. Armee, 4. Armee, Panzergruppe 2, z. Vfg. 2. Armee         |
| Augustus 1941  | Panzergruppe 3, 9. Armee, 2. Armee, Armeegruppe Guderian                     |
| September 1941 | Panzergruppe 3, 9. Armee, 4. Armee, Panzergruppe 2, 2. Armee                 |
| Oktober 1941   | 9. Armee, 4. Armee, 2. Panzerarmee, 2. Armee                                 |
| November 1941  | 9. Armee, Panzergruppe 3, 4. Armee, 2. Panzerarmee, 2. Armee                 |
| Januari 1942   | 9. Armee, 3. Panzerarmee, 4. Panzerarmee, 4. Armee, 2. Panzerarmee, 2. Armee |
| Februari 1942  | 3. Panzerarmee, 9. Armee, 4. Panzerarmee, 4. Armee, 2. Panzerarmee           |
| Mei 1942       | 9. Armee, 3. Panzerarmee, 4. Armee, 2. Panzerarmee                           |
| Januari 1943   | LIX. AK, 9. Armee, 3. Panzerarmee, 4. Armee, 2. Panzerarmee                  |
| Februari 1943  | 3. Panzerarmee, 9. Armee, 4. Armee, 2. Panzerarmee                           |
| Maart 1943     | 3. Panzerarmee, 9. Armee, 4. Armee, 2. Panzerarmee, 2. Armee                 |
| April 1943     | 3. Panzerarmee, 4. Armee, 2. Panzerarmee, 2. Armee, z.Vfg. 9. Armee          |
| Juli 1943      | 3. Panzerarmee, 4. Armee, 2. Panzerarmee, 9. Armee, 2. Armee                 |
| September 1943 | 3. Panzerarmee, 4. Armee, 9. Armee, 2. Armee                                 |
| November 1943  | 3. Panzerarmee, 4. Armee, 9. Armee, 2. Armee                                 |
| Januari 1944   | 3. Panzerarmee, 4. Armee, 9. Armee, 2. Armee                                 |
| Juli 1944      | 3. Panzerarmee, 4. Armee, 2. Armee, z.Vfg. 9. Armee                          |
| Augustus 1944  | 3. Panzerarmee, 4. Armee, 2. Armee, IV SS Pantserkorps                       |
| Januari 1945   | 3. Panzerarmee, 4. Armee, 2. Armee                                           |
| Februari 1945  | 4. Panzerarmee, 17. Armee, 1. Panzerarmee                                    |
| Mei 1945       | 7. Armee, 4. Panzerarmee, 17. Armee, 1. Panzerarmee                          |

## Veldslagen
- Operatie Barbarossa
- Operatie Taifun
- Operatie Bagration
- Slag om Koersk
- Slag bij Bautzen (1945)